# عين مذاكر
عَيْن مَذَاكِر قرية تقع في معتمدية النفيضة بولاية سوسة بالوسط الشرقي التونسي، على الطريق الجهوية رقم 133، جنوب شرق مدينة صواف وشمال غرب مدينة النفيضة. ترقيمها البريدي هو 4095. كان اسمها في العهد الروماني مِدِيكِّرَا Mediccera.

### مواضيع ذات علاقة
- معتمدية النفيضة.
- ولاية سوسة.